# Ajedrez (patrón)

Patrón de tablero de ajedrez.

El patrón de ajedrez, patrón de cuadros, patrón de tablero de ajedrez o ajedrezado es la designación de un patrón de líneas modificado que consiste en líneas horizontales y verticales cruzadas que forman cuadrados, rectángulos o rombos.
Este patrón puede verse comúnmente en tejidos y, en ciertos contextos sociales, se aplica a la ropa que se usa para indicar afiliaciones culturales, religiosas o políticas. Como ejemplo, el caso ajedrezado en la kufiyya o pañuelo palestino.
La omnipresencia y el diseño simple del patrón se han prestado a su uso práctico en la experimentación y observación científica, la optometría, la tecnología (hardware y software) y como símbolo para que los transpondedores asocien un significado.

## Etimología
La palabra se deriva de la antigua palabra persa shah que significa 'rey' en el juego sasánida del shatranj; una antigua forma de ajedrez que se juega en un tablero cuadrado de damas de colores alternos. Se deriva más específicamente de la expresión shah mat, 'el rey está muerto', que en el lenguaje moderno del ajedrez se conoce como 'jaque mate'. 

## Historia

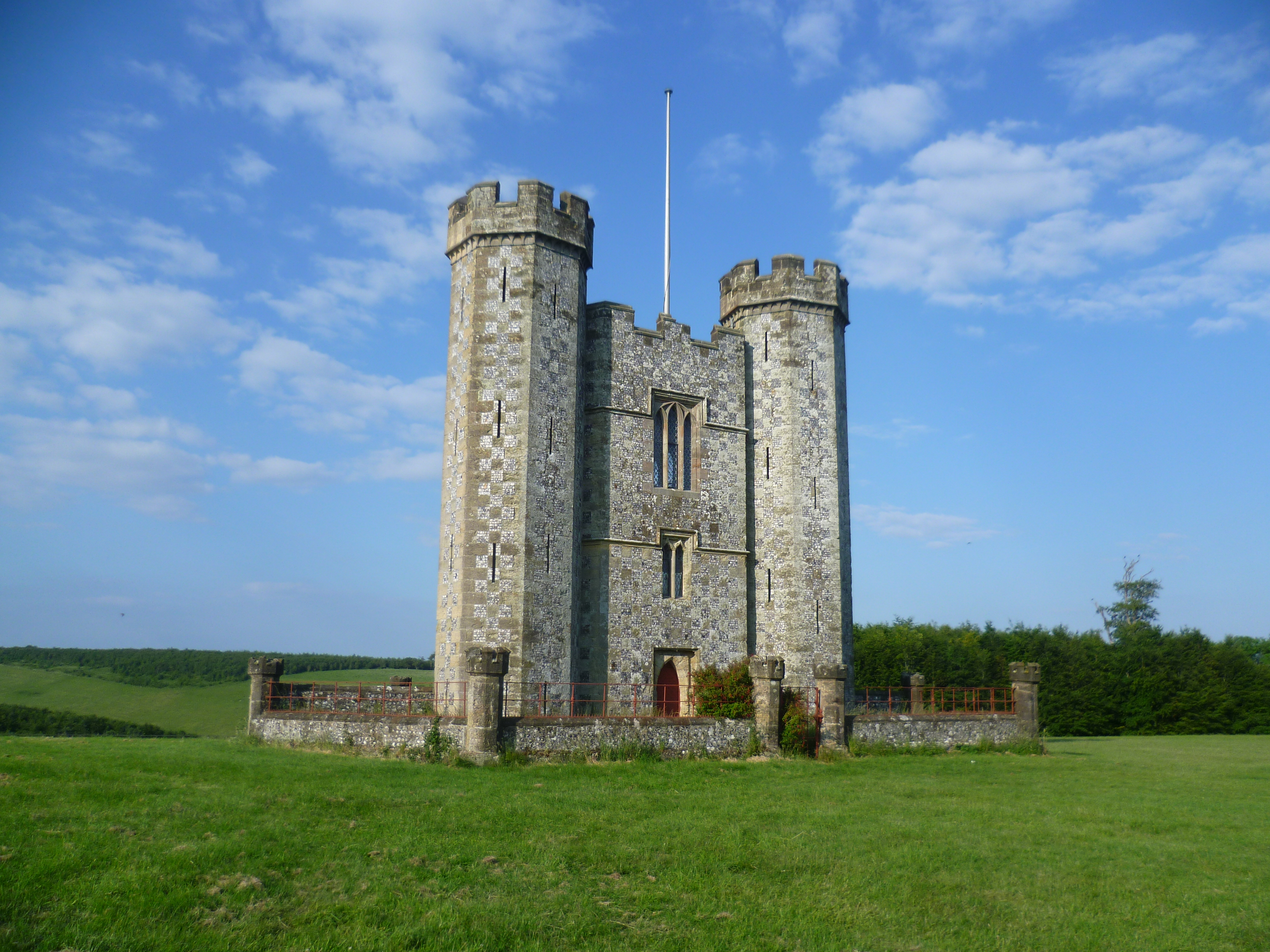
Exterior con patrón de ajedrez de la torre Hiorn.

Escudo de armas de Croacia con el patrón.

La incorporación de este patrón en objetos hechos por el hombre no tiene un origen defindo, ya que el patrón ha existido en variedad de formas con múltiples variaciones entre continentes y períodos de tiempo. Existen pocos casos conocidos de su importación en las regiones y culturas en las que se presenta. Su diseño e incorporación por parte de los humanos en la creación de patrones y tejidos precede a su caracterización etimológica común y derivación de la palabra shah en el ajedrez. Los usos humanos del ajedrezado son anteriores a su uso notable en el juego de mesa de ajedrez, que se desarrolló en su iteración chaturanga a fines del siglo VI o principios del siglo VII. Se ilustra con la edad comparativa del tejido que crea un patrón a cuadros como un subproducto de su proceso, ya que se estima que el tejido se originó en el período neolítico o aproximadamente en el año 10000 a. C. Los tejedores han producido durante mucho tiempo patrones a cuadros, pero las tendencias de la moda y su nivel de ubicuidad h con an variado con el tiempo. La variante de tartán aparece en una momia de 3000 años de antigüedad, el hombre de Cherchen. El patrón de tablero de ajedrez también se ha identificado en la cerámica de la Edad del Bronce y en la arquitectura de la Antigua Roma.
Es posible que este patrón no tenga una sola fundación específica para una práctica, región o tipo de material porque aparece dentro de la naturaleza y, por lo tanto, puede ser imitado y adaptado. La culebra listonada manchada a cuadros, la mariposa Carterocephalus palaemon o los insectos cleridae, comúnmente conocidos como escarabajos a cuadros, ejemplifican las ocurrencias naturales del patrón que han surgido sin interferencia o estímulo humano.
También aparece el patrón de ajedrezado en la arquitectura y en la heráldica. Es usual colocar ladrillos o tejas de dos materiales o colores diferentes en una disposición que, una vez terminada, se parece al patrón ajedrezado. Este diseño se usó popularmente en Inglaterra y en regiones cercanas en iglesias parroquiales y casas pequeñas después de la reforma protestante del siglo XVI.

### India del Sur

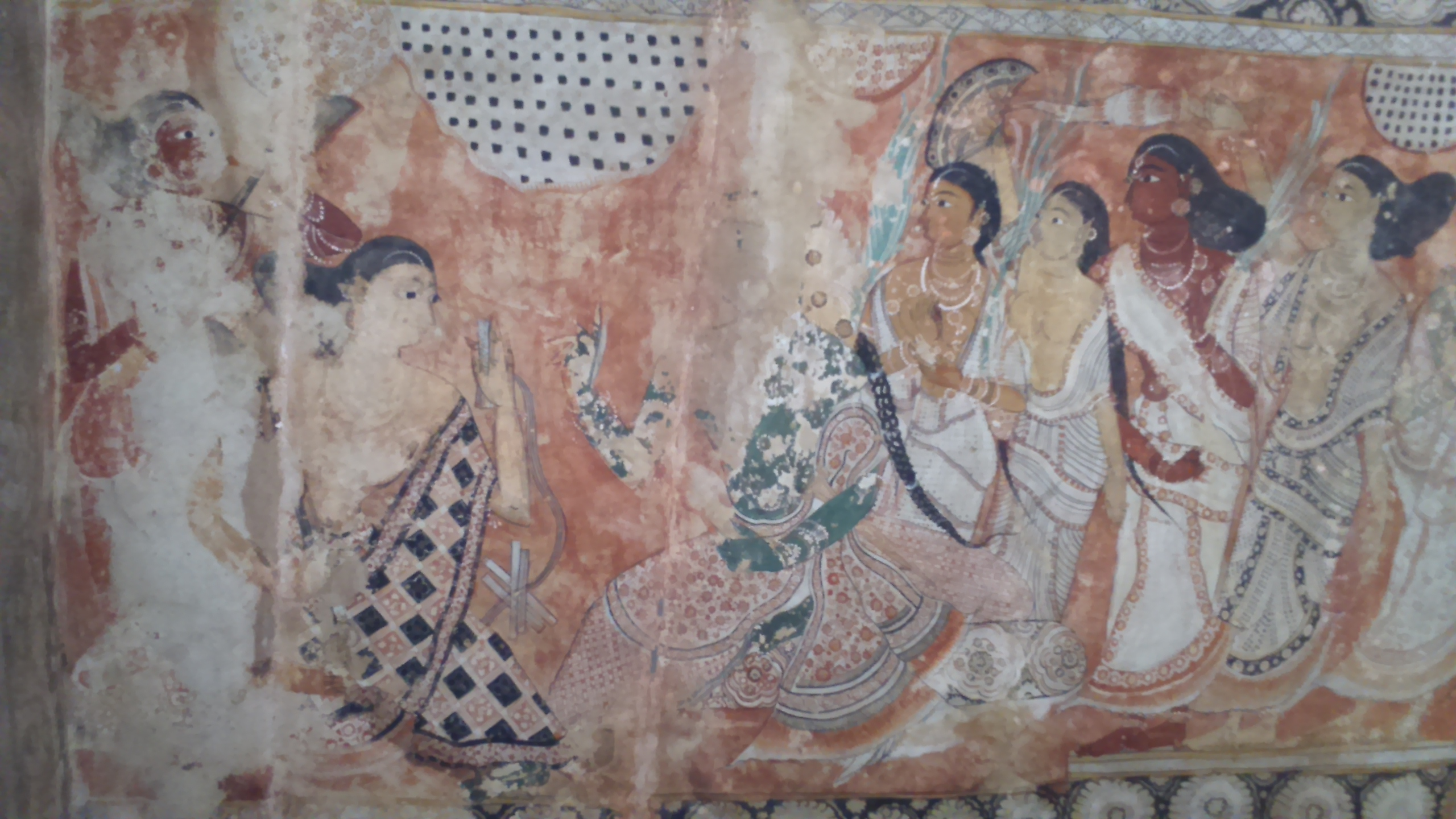
Murales con el patrón de tablero de ajedrez en el templo de Veerabhadra, Lepakshi, India.

Las líneas colocadas en forma de tablero de ajedrez fueron destacadas en los diseños textiles de los alrededores de la costa de Coromandel en los siglos XVI y XVII. Según los registros comerciales del siglo XVII, el uso del patrón de cuadros en la ornamentación se generalizó en el sur de la India, Numerosas pinturas en el templo de Veerabhadra representan figuras que visten algodón con este patrón y muestran su prominencia en la vestimenta tradicional.

### Escocia
Este patrón, en su variación de tartán, es prominente en los diseños de prendas escocesas y ganó notoriedad a partir del siglo XVI entre los escoceses de las Tierras Altas. El diseño fue introducido por los celtas antes de que se convirtiera en un elemento básico de la vestimenta de las tierras altas. Después de la batalla de Culloden, se prohibió el uso de cuadros o tartán mediante la Dress Act de 1746 en un intento de controlar a los clanes escoceses que apoyaron la rebelión jacobita de 1745. En la década de 1930, el patrón de tablero de ajedrez se incorporó al diseño del uniforme de la policía de Escocia, que más tarde se apodó sillitoe tartan y se adoptó como símbolo policial en todo el mundo.